# Club d'aviron Arkote
Maillots

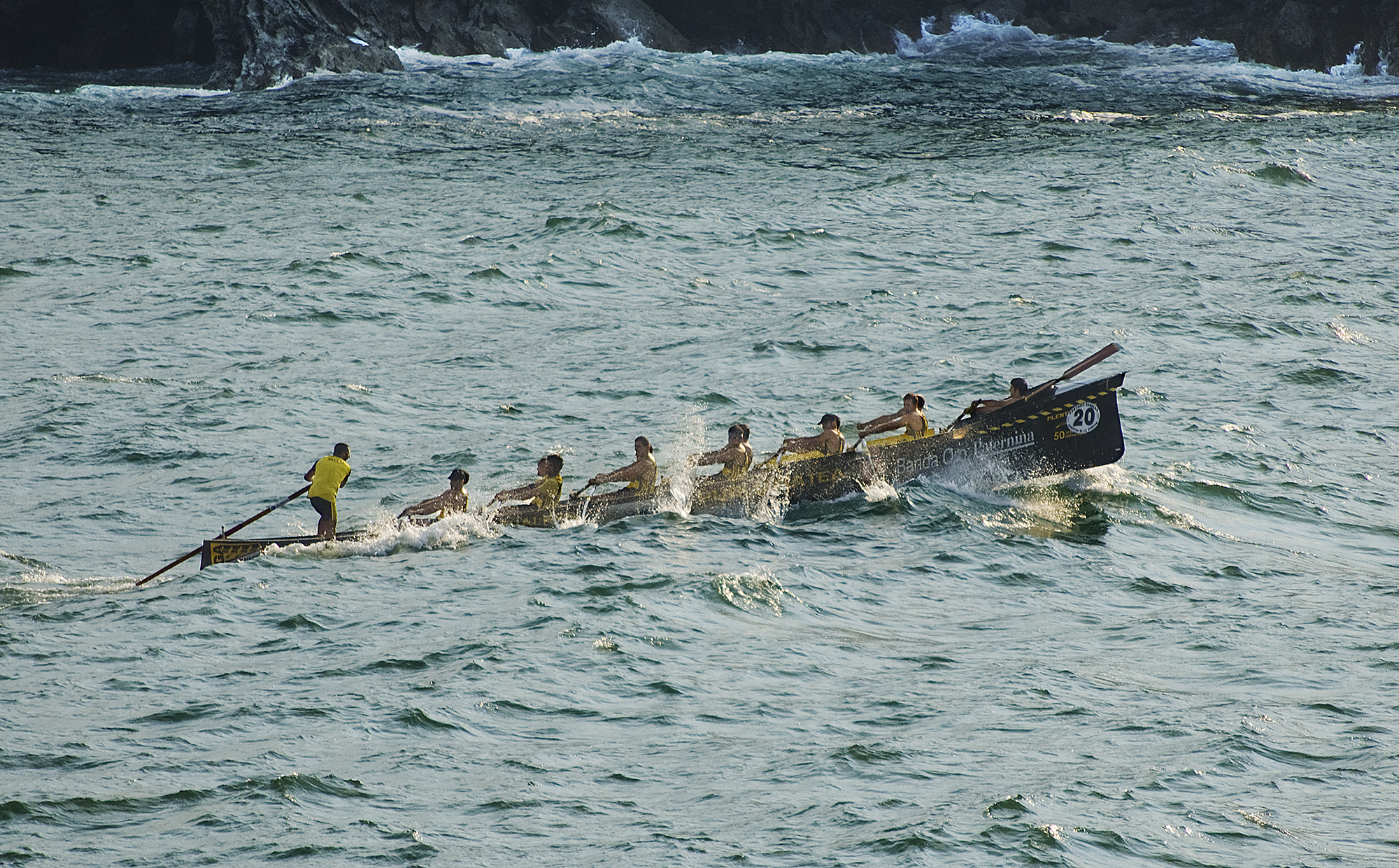
Trainière d'Arkote dans le Drapeau de La Concha en 2007.

Arkote Arraun Taldea (Équipe d'Aviron Arkote en basque) est un club d'aviron de la localité biscaïenne de Plentzia.
Il a été fondé en 1957 pour continuer la Société d'aviron de Plentzia qui représentait la localité depuis 1946. Ses couleurs sont le noir et le jaune et sa trainière se nomme Plentzitarra qui aussi le gentilé basque de Plentzia.
Le club a participé entre 2005 et 2009 dans la catégorie maximale de la Ligue San Miguel. Il est actuellement dans la Ligue ARC.

## Palmarès
- 2 Championnat de Biscaye de Trainières: 2005 et 2006.
- 1 Drapeau de La Rioja: 1998.
- 1 Drapeau de Santoña: 1999.
- 1 Drapeau de Saint-Jean-de-Luz: 2004.
- 1 Grand Prix du Nervion: 2004.
- 1 Drapeau Villa de Bilbao: 2004.
- 1 Drapeau de Zarautz: 2004.
- 1 Drapeau Ria del Asón: 2004.
- 1 Descente Ria de Plentzia: 2007.
- 1 Descente de Deusto "Memorial Bilba": 2007.